# 芳村孝次郎
芳村 孝次郎（よしむら こうじろう）は、長唄の唄方の名跡。

## 初代
（明和3年（1766年） - 嘉永6年3月25日（1853年5月2日））本名は奥山孝次郎。
僧侶の出身。2代目芳村伊三郎の門弟。1808年より森田座の番付に名が確認できる。1813年に立唄に昇進。
当時江戸で大流行した糸鬢奴を結っていたために「奴孝次」と喧伝された。後に芳村太賀と改名。

## 2代目
（生年不詳（一説に1813年） - 明治3年2月27日（1870年3月28日））本姓は桑野。
2代目富士田千蔵の門弟で富士田千吉の名で1844年の江戸中村座が初出座。翌年1845年に2代目富士田吉太郎、後に初代孝次郎の養子になり、1850年に2代目孝次郎を襲名し立唄に昇進。
目が大きかったために「目玉の孝次」という。

## 3代目
（文化14年10月25日（1817年12月3日） - 明治28年（1895年）3月29日）名は善四郎。
2代目孝次郎の門弟で2代目芳村孝十郎。後江戸市村座で立唄格。1871年に3代目孝次郎を襲名。
長唄の傍ら提灯屋を営んだ。そのため「提灯屋の孝次郎」という。

## 4代目
（天保4年（1833年） - 明治35年（1902年）12月15日）本姓は相葉。
2代目孝次郎の門弟で孝松名で守田座が初出座、慶応に入り芳村三十郎、1871年に3代目孝十郎を襲名。後立唄。
死後1912年に4代目孝次郎を追贈された。

## 5代目
後の4代目松永和楓。

## 6代目
後の9代目松永鉄五郎。

## 7代目
（1933年7月8日 - ）本名は大橋裕史。
京都の生まれ、祖母や父の3代目松永忠三郎に師事し4代目松永忠次郎で舞台に出る。1955年に立命館大学卒業と同時に上京し4代目和風、7代目芳村伊十郎に師事、1963年に7代目孝次郎を襲名。